# Amydropa anophthalma
Amydropa anophthalma es una especie de coleóptero de la familia Silvanidae. Es la única especie del género Amydropa. Algunos taxónomos la colocan en la familia Cryptophagidae.

## Distribución geográfica
Habita en Chile. Exactamente en algunos condados de Santiago de Chile.
Antiguamente habitó en el Perú, pero por la competencia de otras plantas se extinguió.[cita requerida]